# Lambda1 Tucanae
Lambda1 Tucanae (λ1 Tuc, förkortat Lambda1 Tuc, λ1 Tuc) som är stjärnans Bayerbeteckning, är en dubbelstjärna belägen i den östra delen av stjärnbilden Tukanen. Den har en kombinerad skenbar magnitud på 6,21 och är mycket svagt synlig för blotta ögat där ljusföroreningar ej förekommer. Baserat på parallaxmätning inom Hipparcosuppdraget på ca 15,8 mas, beräknas den befinna sig på ett avstånd på ca 210 ljusår (ca 63 parsek) från solen.

## Egenskaper
Primärstjärnan Lambda1 Tucanae A är en gul till vit underjättestjärna av spektralklass F7 IV-V. Den har en massa som är ca 1,6 gånger större än solens massa, en radie som är ca 2,3 gånger större än solens och utsänder från dess fotosfär ca 7 gånger mera energi än solen vid en effektiv temperatur av ca 6 300 K. 
Följeslagaren, Lambda1 Tucanae B, av skenbar magnitud 7,35 har ca 1,4 gånger solens massa. Om stjärnparet är gravitationsbundet, är deras uppskattade omloppsperiod 27 000 år. År 2013 hade paret en vinkelseparation på 20,0 bågsekunder vid en positionsvinkel på 82°.